# 肯·迈尔斯 (赛车运动员)
肯尼思·亨利·迈尔斯（英語：Kenneth Henry Miles，1918年11月1日—1966年8月17日）是一个英国超級車賽工程師和赛车手。他以其赛车运动生涯闻名于美国，并与美国车队一同在国际舞台上亮相。他是一位美國賽車名人堂的入选者。

## 生活和职业生涯
迈尔斯出生于1918年11月，在薩頓科爾菲爾德，一个距离伯明翰不远的城市。 他是埃里克·迈尔斯和克拉丽斯·贾维斯的儿子。 在一次失败的逃往美国的尝试后, 迈尔斯离开了学校，年仅15岁，在沃尔斯利汽车公司做一名学徒, 沃尔斯利汽车公司送他到一所技术学校，以此拓展他们关于车辆构造的知识。 他在第二次世界大战加入英国陆军预备役部队担任坦克指挥官之前参加过摩托车赛车比赛。 迈尔斯接下来花了七年在机械部门工作，并且在1942年晋升成为三级军官。1944年，他被派往加入诺曼底登陆的坦克部队。
1952年，邁爾斯（Miles）從英格蘭搬到美國，定居在加利福尼亞的洛杉磯，擔任南加州MG經銷商的服務經理。1953年，他以自己設計和製造的基於MG特別賽車贏得了SCCA賽車14連勝。
在1955賽季，他設計，製造並推廣以MG組件為基礎的第二個特別款，稱為“飛行碎片”。它在西海岸的SCCA F改裝課程中非常成功。 Miles於3月下旬在Palm Springs參加了“ Flying Shingle”比賽，與老爺車手Cy Yedor（同樣參加MG Special）和新手車手，演員James Dean身披保時捷356 Speedster並列第一。邁爾斯後來因技術犯規而被取消比賽資格，因為他的擋泥板太寬，從而使耶多爾和迪安“撞倒”到了第一名和第二名。 1956年，邁爾斯在大多數Cal俱樂部和SCCA賽事中與約翰·馮·諾伊曼的保時捷550 Spyder賽車比賽。
在1957賽季（與Otto Zipper合作），邁爾斯設計了在1956年的Cooper底盤和車身中安裝保時捷550S發動機和變速箱的方法。這是第二款在西海岸被稱為“ Pooper”的成功賽車，第一款是1950年代初期的Cooper底盤和車身，由保時捷356動力火車提供動力，該火車由華盛頓州塔科馬的Pete Lovely建造和推廣。由此產生的賽車在1957和1958賽季駕駛Miles駕駛了西海岸的F Modified SCCA類。
由於他作為駕駛員和機械工程師的出色技能和才華，在1960年代初，邁爾斯是謝爾比/眼鏡蛇賽車隊的重要成員。邁爾斯這樣描述自己：「我是機械師。這就是我整個職業生涯的方向。開車是一種愛好，對我來說是一種放鬆，就像打高爾夫球一樣。我想開一輛一級方程式賽車，不是為了獲得大獎，而是想看看它是什麼樣的。我應該認為這將是一件樂事！」
布魯米（Bermmie）口音（來自他的家鄉伯明翰，以汽車製造而聞名）帶有明顯的口音，加上看似晦澀而充滿諷刺意味的幽默感，被他的美國賽車隊親切地稱為“泰迪茶包（Teddy Teabag）”（喝茶）或“ Sidebite”（當他從嘴裡說出來時）。他在1962年至1965年間在SCCA，USRRC和FIA賽車，以及代托纳 Coupe和427版本的Cobra和Ford GT（GT40）的Shelby Cobra 289賽車版的開發和成功中發揮了關鍵作用）。
1963年，他成為Shelby-American的首席測試駕駛員。
邁爾斯在賽道上享有“良好的聲譽”，有時被稱為“西海岸的斯特靈苔蘚”。邁爾斯（Miles）還是AC-Cobra福特車隊的一員，在1964年的莫斯波特200名球員中進入蓮花23。
GT40 Mk II後
1965年，他在利曼24小時耐力賽中與布魯斯·麥拉倫（Bruce McLaren）共享了福特GT Mk.II，但因變速箱故障而退賽。在今年早些時候，也和邁凱輪一起，他在“賽百靈12小時耐力賽”中獲得第二名。
第二年，他贏得了代托纳的24小時耐力賽，與Lloyd Ruby共享了福特GT Mk.II，然後又贏得了锡布灵的12小時耐力賽。幾個月後，邁爾斯（Miles）與丹尼·赫爾姆（Denny Hulme）分享了駕駛經驗，他與福特汽車團隊參加了1966年利曼24小時耐力賽，但是福特高管利奧·比比（Leo Beebe）想要一張他們的三輛賽車一起越過終點線的宣傳照，指示卡羅爾·謝爾比命令他放慢腳步，謝爾比同意了。因此，由布魯斯·麥拉倫（Bruce McLaren）/克里斯·阿蒙（Chris Amon）駕駛的福特的下一輛車和福特的第三名車停了下來，他們一起駛向了終點。法國賽車官員在最初同意福特的熾熱“照片處理”之後，在比賽的最後一小時放棄了比賽。在首先宣布Ken Miles和Denny Hulme為獲勝者之後，該決定被撤銷。由於由邁凱輪/阿蒙駕駛的福特汽車在第二次邁爾斯/赫爾姆賽車之後開了20碼，因此行駛了更遠的距離，布魯斯·麥拉倫和克里斯·阿蒙被宣佈為獲勝者。麥爾斯被否認在同年贏得賽百靈，代托納和利曼的大滿貫獨特成就。
在利曼24小時耐力賽結束後2個月即1966年8月時，邁爾斯在加州的里弗賽德國際賽車場上，正在進行GT40的改良型原型FORD GT MarkIV的測試時，車子在高速行駛下突然因為失控而發生車禍(原因不明)。車輛因此翻車而嚴重受損，邁爾斯也不幸當場去世，享年47歲。
2001年，邁爾斯獲追授入美国賽車名人堂。

## 流行文化
2019年電影《極速傳奇：福特決戰法拉利》中由基斯頓·比爾飾演邁爾斯，邁爾斯的妻子和兒子分別由凱特瑞納·巴爾夫和諾亞·朱佩飾演。